# Begijnhof (Utrecht)

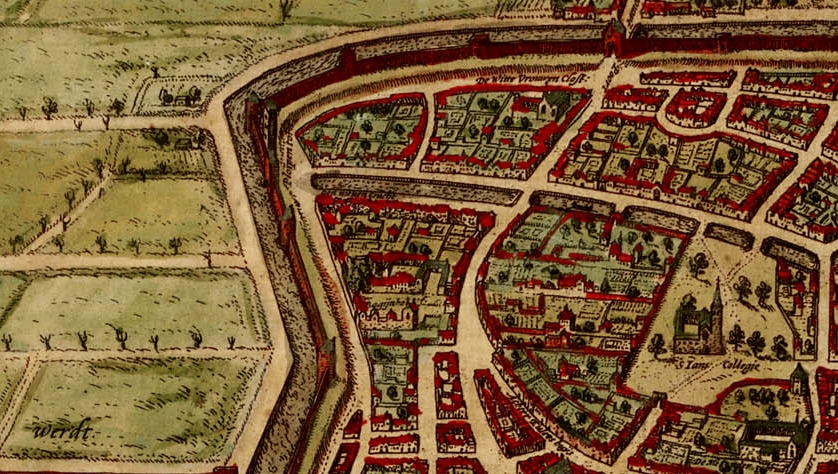
Deel van een stadsplattegrond uit circa 1572. In het midden ervan is het Begijnhof zichtbaar. Noot: het oosten ligt boven.

Het Begijnhof is een verdwenen leefgemeenschap van begijnen in de Nederlandse stad Utrecht.

## Geschiedenis
Het begijnhof lag in het noordelijke deel van de stad. Aangenomen wordt dat de begijnen zich er in het tweede kwart van de 13e eeuw hebben gevestigd. Op het besloten, vrij omvangrijke terrein bevonden zich onder andere een kapel, een groothuys met meerdere bewoonsters en een moeshof. Ook stonden er meerdere kleinere huizen die eigendom waren van de er individueel woonachtige begijnen. Er woonden in Utrecht overigens tevens begijnen ten zuidoosten van het Begijnhof in een buurtje dat Het Heilige Leven werd genoemd. Over het precieze aantal begijnen in het Begijnhof en ook over hun nadere leefregels is vrijwel niets bekend maar het lijkt erop dat er een behoorlijk aantal begijnen leefden. Vanaf omstreeks 1400 stond het Begijnhof via begijnmeesters onder een zeker stadstoezicht. In de 15e eeuw bevalen diverse Utrechtse bisschoppen het stadsbestuur om de begijnen te beschermen.
Na de Reformatie (circa 1580) verloor het Begijnhof in 1613 zijn zelfstandigheid met onder meer een verbod op de rooms-katholieke eredienst, de overname van het goederenbeheer en de toebedeling van woonruimte aan gereformeerde burgervrouwen. Rond 1675 hield het Begijnhof feitelijk definitief op te bestaan als diverse inkomens van de overgebleven begijnen worden stopgezet.
Onderwijl ging al na het verlies van de zelfstandigheid het terrein van het Begijnhof op de schop en er werden nieuwe straten aangelegd en nieuwe woonhuizen gebouwd. In de nageschiedenis werd onder andere de Begijnekerk vernoemd naar het voormalige Begijnhof. Ook diverse van de nieuw ontstane straten zoals de Wijde Begijnestraat en het Begijnehof danken hun naam eraan. Van het oorspronkelijke Begijnhof resteert qua bebouwing vandaag de dag weinig meer. Delen zijn alleen nog in verbouwde of gesloopte vorm bewaard gebleven. De kapel is, na onder meer gebruik als paardenstal, tot woonhuis verbouwd omstreeks 1840; aanzienlijke delen van de kapel zijn nog aanwezig in het pand Wijde Begijnestraat 112. Ook de woningrij in die straat met de huisnummers 15-21 bestaat uit een rond 1840 verbouwd pand van het Begijnhof.